# Tramwaje w Lublanie

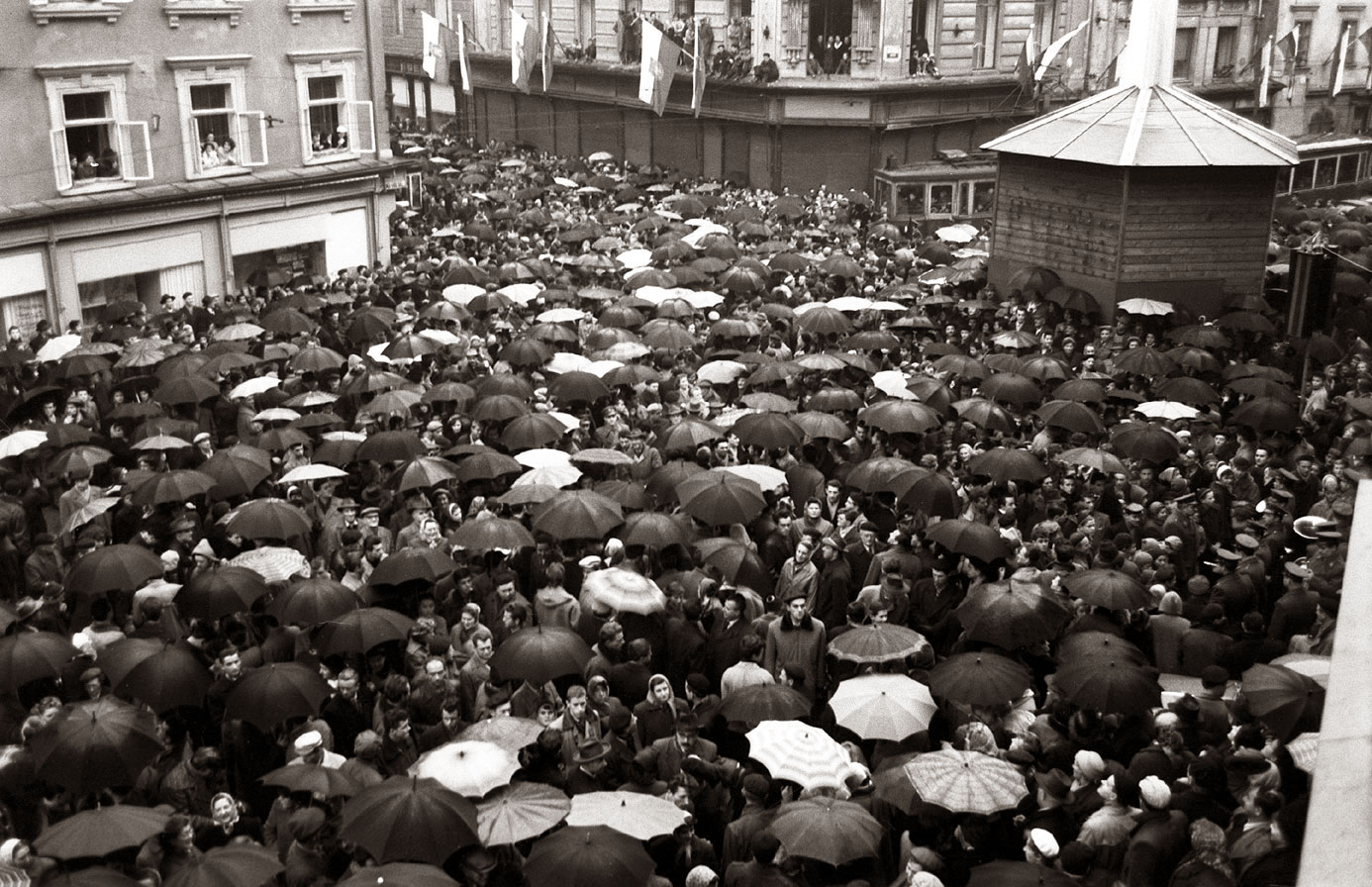
Pożegnanie lublańskich tramwajów, 20 grudnia 1958 r.

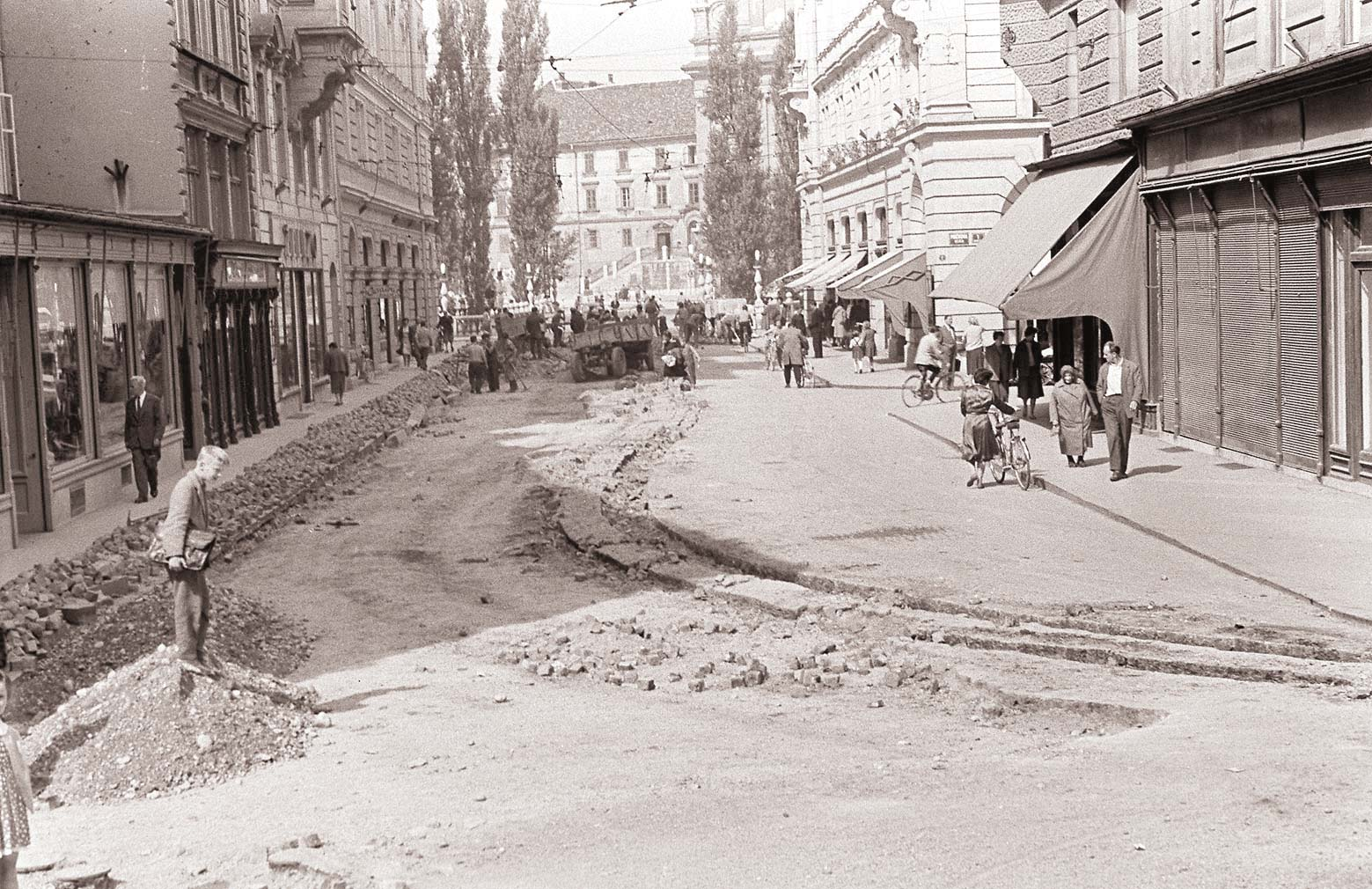
Demontaż torów tramwajowych, 1959 r.

Tramwaje w Lublanie – zlikwidowany system transportu tramwajowego w stolicy Słowenii, Lublanie. Tramwaje kursowały od 6 września 1901 r. do 20 grudnia 1958 r.

## Historia

### Geneza
Około roku 1900 miasto Laibach, jak wówczas nazywana była Lublana, znajdowało się na terenie Austro-Węgier i pełniło funkcję stolicy Księstwa Krainy. W tym czasie w innych miastach Europy uruchamiano systemy tramwajowe; także Laibach postanowiło pójść tym śladem. Ówczesny burmistrz Ivan Hribar opowiedział się za wprowadzeniem tego nowoczesnego środka transportu w swoim mieście.

### Przed II wojną światową
System tramwajowy o metrowym rozstawie szyn otwarto 6 września 1901 r.; w jego budowie uczestniczył znany słoweński budowniczy Franc Pavlin. W tym czasie miasto nie miało jeszcze koncesji na prowadzenie ruchu tramwajowego. Uzyskano ją dopiero rok później. W dniu uruchomienia tramwajów miejscowa gazeta opublikowała na całej stronie ogłoszenie o rozkładzie jazdy, cenach biletów i warunkach przewozów. Tego dnia zabrakło jednak artykułów poświęconych samemu faktowi otwarcia systemu tramwajowego. Zgodnie z rozkładem tramwaje kursowały od 5:35 do 22:16. Zakupiono i wprowadzono do ruchu 13 wagonów silnikowych, jeden doczepny i jedną solarkę.
W Obwieszczeniu nr 120 Ministerstwa Kolei Żelaznej z 10 czerwca 1902 r. w sprawie koncesjonowania dwóch elektrycznie obsługiwanych wąskotorowych linii kolejki w Laibachu jako koncesjonariusza wskazano Allgemeine Österreichische Kleinbahngesellschaft. Chociaż w momencie ogłoszenia udzielenia koncesji tramwaje już kursowały, koncesjonariuszowi nakazano rozpoczęcie budowy do 10 czerwca 1903 r. Koncesji udzielono na dwie linie:

„1. Z dworca południowego przez Wiener Straße, Marienplatz i Franzensbrücke do Rathausplatz, a stamtąd przez Florianigasse i Karlstädterstraße do stacji kolejowej Unterkrainer Bahnen.
2. odgałęzienie od linii oznaczonej 1, z Rathausplatz przez Domplatz, Kaiser Josephsplatz, Polanastraße oraz Peterstraße do szpitala garnizonowego“

Allgemeine Österreichische Kleinbahngesellschaft pojawia się w katalogu Ministerstwa Kolei Żelaznej jako koncesjonariusz oraz w kolejnych rocznikach Allgemeiner Wohnungs-Anzeiger: nebst Handels- u. Gewerbe-Adressbuch für d. k.k. Reichshaupt- u. Residenzstadt wydawanych przez Adolpha Lehmanna, ale nie jest uwzględniona w literaturze gospodarczej czy transportowej.
Do końca 1901 r. tramwaje przejechały 136 000 km i przewiozły 330 000 pasażerów. 12 lutego 1902 r. czasopismo Zeitschrift Der Bautechniker informowało, że Generalna Inspekcja Kolei Austriackich zakończyła inspekcję policyjną i techniczną obu linii oraz że „wydano tymczasowe pozwolenie na eksploatację”. Następnie zezwolono na odstępstwa „od już zatwierdzonego projektu”.
W 1917 r., podczas I wojny światowej, wiedeński system tramwajowy przekazał miastu Laibach osiem bardzo starych wagonów doczepnych, które przed wprowadzeniem do eksploatacji trzeba było przystosować do toru wąskiego.
W 1929 r. operatorem lublańskich tramwajów została nowo założona spółka Električna Cestna Železnica (ECŽ). W latach 30. XX wieku ECŽ zakupiła nowe tramwaje z fabryki w Slavonskim Brodzie w Chorwacji. W 1935 r. Lublana otrzymała tramwaje ze zlikwidowanego systemu w Opatii. W 1940 r. długość torowisk wynosiła 18,5 km.

### Po II wojnie światowej
Po II wojnie światowej wiele jugosłowiańskich miast z transportem tramwajowym zlikwidowało ten rodzaj transportu publicznego, aby zwiększyć ilość przestrzeni na potrzeby rosnącego ruchu samochodowego. Ostatnim dniem kursowania tramwajów był 20 grudnia 1958 r. W trakcie ceremonii pożegnalnej wprowadzono do eksploatacji 12 nowych autobusów. Wkrótce po likwidacji ruchu tramwajowego torowiska zdemontowano, a tabor tramwajowy sprzedano do Osijeka, Dubrownika i Suboticy.

### Plany na przyszłość
Odbudowę tramwajów w Lublanie proponowano wielokrotnie począwszy od lat 00. XXI wieku.

## Linie tramwajowe

### 1905
| Nr | Trasa                                       |
| -- | ------------------------------------------- |
| 1  | Glavna železniška postaja – Magistrat       |
| 2  | (Magistrat) Mestni trg – Vojna bolnica      |
| 3  | Magistrat (Mestni trg) – Dolenjski kolodvor |

### 1940
| Nr | Trasa                                  |
| -- | -------------------------------------- |
| 1  | Šentvid – Ajdovščina – Splošna bolnica |
| 2  | Vič – Ajdovščina – Sveti Križ (Žale)   |
| 3  | Magistrat – Rakovnik                   |
| 4  | Glavna pošta – Sveti Križ (Žale)       |

## Epilog
W Słoweńskim Muzeum Techniki zachował się tramwaj silnikowy nr 5 z 1901 r. oraz doczepny nr 127 z 1947 r. Ponadto w zajezdni autobusowej w Lublanie stacjonuje także tramwaj silnikowy nr 46. W chorwackim Dubrowniku zachowały się dwa ex-lublańskie tramwaje doczepne nr 27 i 28, które wg stanu z 2024 r. przechodziły renowację. W serbskiej Suboticy przetrwał tramwaj doczepny nr 122.

Ex-lublańska doczepa nr 27 w Dubrowniku, 1968
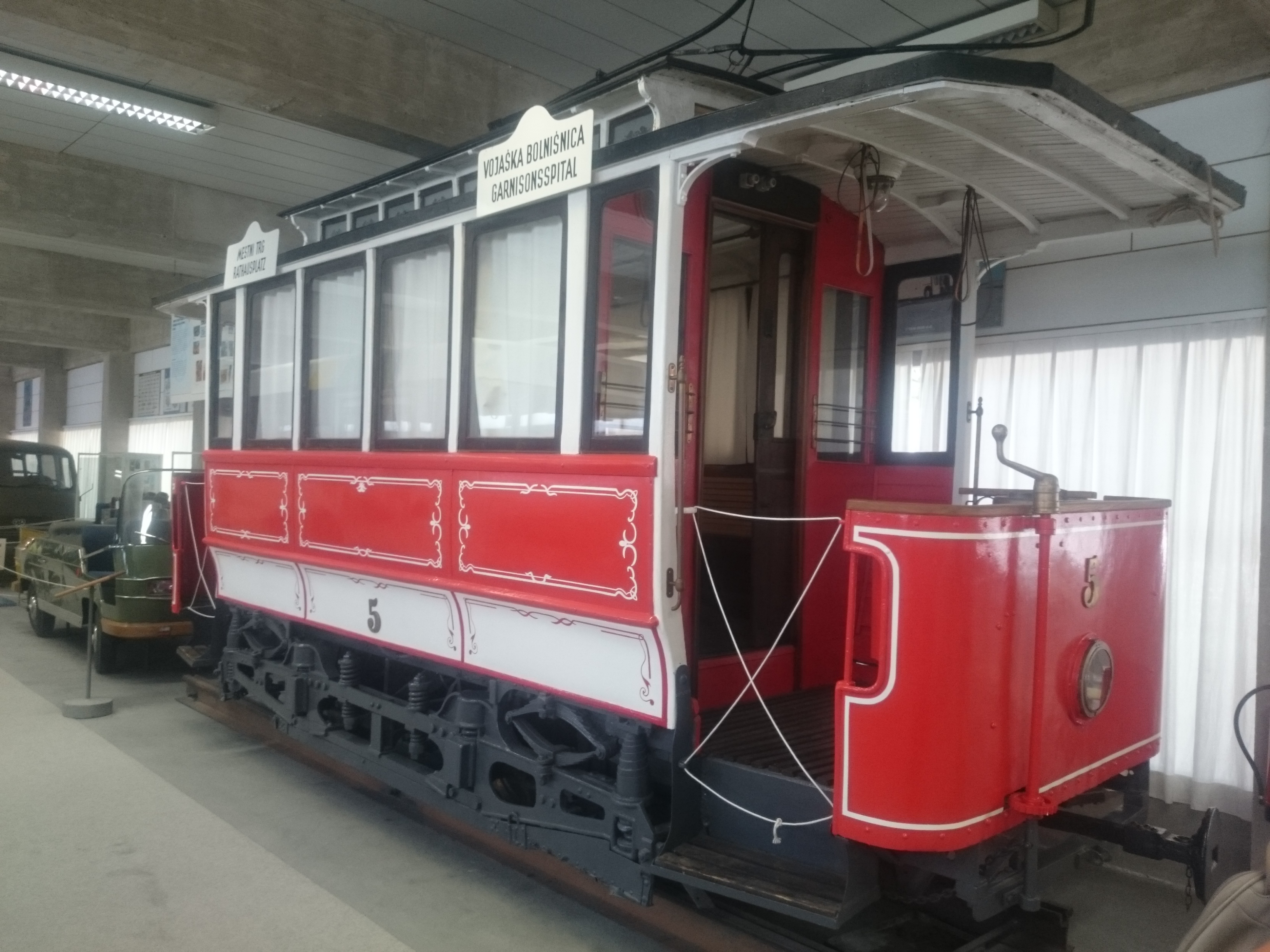
Wagon silnikowy nr 5 w Słoweńskim Muzeum Techniki
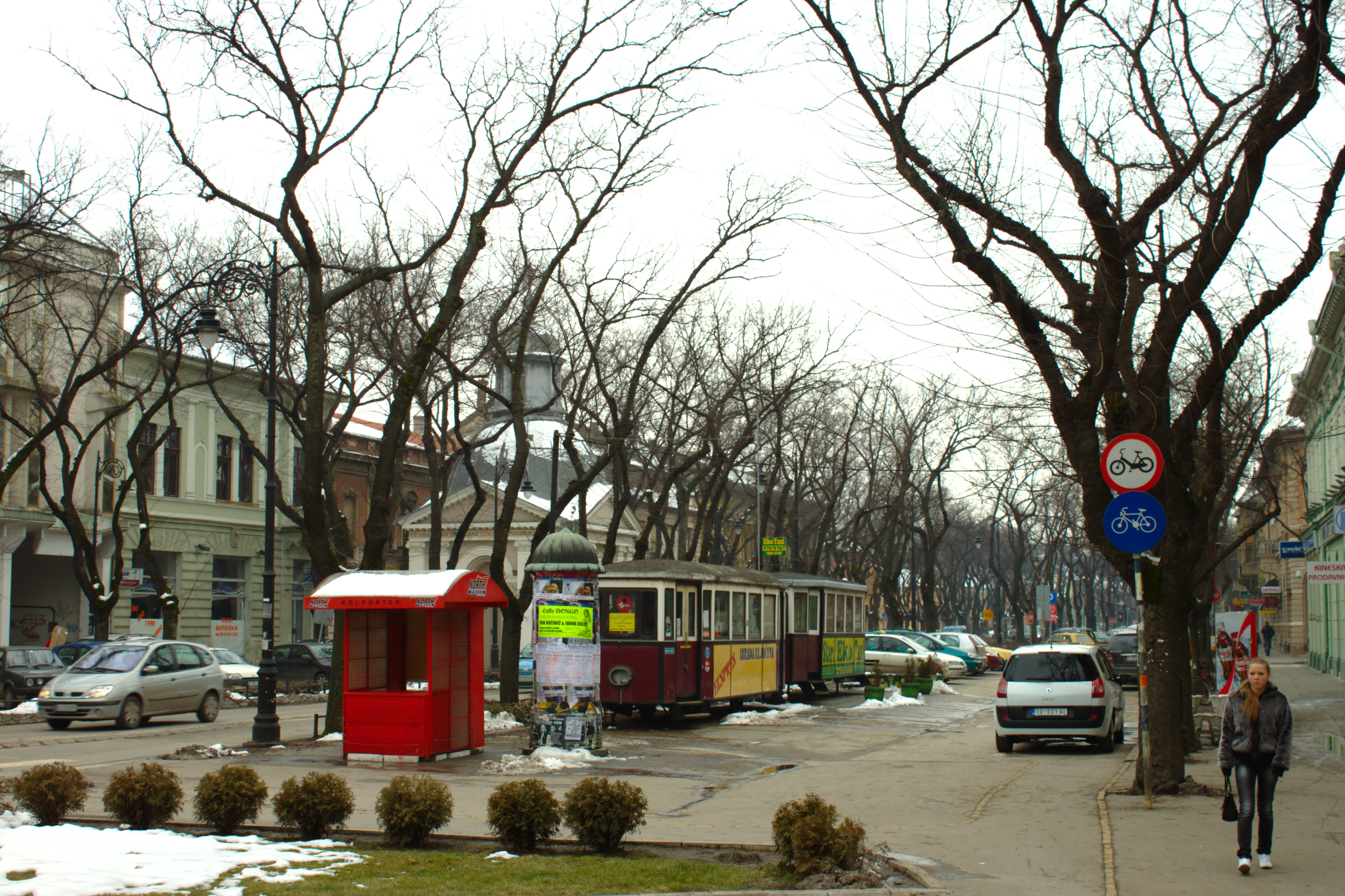
Wagon doczepny nr 122 w Suboticy